# Clelia Barbieri

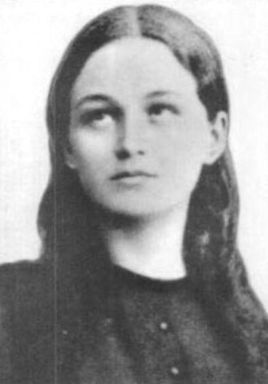
Clelia Barbieri

Clelia Barbieri (* 13. Februar 1847 in San Giovanni in Persiceto, Italien; † 13. Juli 1870 in Bologna, Italien) war eine italienische Ordensgründerin und wird in der katholischen Kirche als Heilige verehrt.

## Leben
Clelia, deren Mutter aus vornehmen, ihr Vater hingegen aus ärmlichen Verhältnissen kam, konnte nicht die Volksschule beenden und wuchs in Armut auf. Schon in jungen Jahren verschrieb Clelia sich dem immerwährenden Gebet und lehrte die Kinder ihrer Heimatpfarrei den Katechismus. 1868 rief sie mit drei weiteren Gefährtinnen die Kongregation der Minime dell’Addolorata („kleine Schwestern von der Schmerzensmutter“) ins Leben. 
Clelia Barbieri soll Stigmata getragen haben. Sie starb zwei Jahre nach der Gründung der Kongregation im Alter von 23 Jahren an Tuberkulose. Sie gilt als die jüngste Ordensgründerin in der Kirchengeschichte. Die Kongregation der kleinen Schwestern von der Schmerzensmutter hat Niederlassungen in Italien, Indien und Tansania.

## Verehrung
Papst Paul VI. sprach Clelia am 27. Oktober 1967 selig. Am 9. April 1989 erfolgte durch Papst Johannes Paul II. die Heiligsprechung. Ihr Gedenktag in der Liturgie ist der 13. Juli.